# Rapport Olivennes
Le rapport Olivennes est le nom courant d'un rapport de Denis Olivennes au ministre français de la Culture, Christine Albanel, intitulé : Le développement et la protection des œuvres culturelles sur les nouveaux réseaux,,. Il a été présenté le 23 novembre 2007.
Ce rapport a inspiré le projet de loi favorisant la diffusion et la protection de la création sur internet (dit loi Hadopi).